# Wendy Finerman
Wendy J. Finerman (* 2. August 1960 in Kalifornien) ist eine US-amerikanische Filmproduzentin.

## Leben
Nach ihrem Abschluss 1982 an der Businessschool Wharton School, einer Fakultät der University of Pennsylvania, begann Wendy Finerman ihre Karriere im Filmbusiness bei einem lokalen Fernsehsender in New York City. Anschließend wechselte sie 1985 zu Steve Tisch Productions, wo sie mit der Filmkomödie Heiß auf Trab ihren ersten eigenen Spielfilm produzierte. Drei Jahre später gründete sie mit Wendy Finerman Productions ihre eigene Filmproduktionsfirma. Nachdem sie bereits 1985 den Roman las, erhielt sie 1993 von Paramount Pictures grünes Licht, um Forrest Gump produzieren zu können. Für diesen erhielt sie 1995 eine Nominierung des British Academy Film Awards als Bester Film und konnte mit einer Auszeichnung des Oscars für den  Besten Film ihre bisher bedeutendste Auszeichnung ihrer Filmkarriere entgegennehmen.

## Filmografie (Auswahl)
- 1988: Heiß auf Trab (Hot to Trot)
- 1994: Forrest Gump
- 1994: Life Is Trouble (I Like It Like That)
- 1996: Der Fan (The Fan)
- 1997: Fremde Wesen (FairyTale: A True Story)
- 1998: Seite an Seite (Stepmom)
- 2001: Sugar & Spice
- 2002: Drumline
- 2006: Der Teufel trägt Prada (The Devil Wears Prada)
- 2007: P.S. Ich liebe Dich (P.S. I Love You)
- 2012: Einmal ist keinmal (One for the Money)

## Auszeichnungen
Oscar
- 1995: Auszeichnung für den Bester Film mit Forrest Gump

British Academy Film Award
- 1995: Nominierung für den Besten Film mit Forrest Gump